# Bernd Giese
Bernd Giese (né le 2 juin 1940) est un chimiste allemand et professeur invité en chimie à l'Université de Fribourg à Fribourg, en Suisse depuis 2010.

## Biographie
Né à Hambourg, en Allemagne, Giese obtient son doctorat de l'Université de Munich sous la direction de Rolf Huisgen en 1969. De 1969 à 1971, il travaille dans la recherche pharmaceutique chez BASF à Ludwigshafen. Il obtient son Habilitation à l'Université de Fribourg en 1976. De 1977 à 1988, il est professeur ordinaire à l'Université technique de Darmstadt et de 1989 à 2010 à l'Université de Bâle.

## Recherches
Giese est spécialisé dans la chimie bio-organique et la synthèse de radicaux dans les systèmes biologiques,,. Il contribue à la compréhension du clivage de l'ADN induit par les radicaux et de la synthèse de l'ADN par la ribonucléotide réductase. Il découvre que le transfert de charge à longue distance à travers l'ADN et les peptides se produit par un mécanisme de saut,,. La formation de liaisons CC par addition de radicaux libres à des alcènes est appelée réaction de Giese . Il développe des concepts, des lignes directrices et des applications synthétiques pour la stéréochimie des réactions radicalaires.
En 1987, il reçoit le Prix Gottfried-Wilhelm-Leibniz . En 1999, il est membre de l'Académie Léopoldine et en 2003, membre honoraire étranger de l'Académie américaine des arts et des sciences. Il reçoit le Prix Tetrahedron en 2005 pour la créativité en chimie organique et chimie biomédicale  et en 2006, la Médaille Emil Fischer de la Gesellschaft Deutscher Chemiker .